# 富士氏
富士氏（ふじし）は、日本の氏族。駿河国富士郡富士上方（現在の静岡県富士宮市一帯）の領主。富士山本宮浅間大社の大宮司を継承する社家として、また武家としても活躍し、江戸幕府旗本の富士家を輩出するなどした。

## 富士大宮司
富士氏の筆頭は「富士大宮司」という富士山本宮浅間大社（以下「本宮」）の神職を司っており、公文・案主の神職も富士氏が継承していた。例えば江戸時代の宝永地震の記録に本宮の神職として「同案主 富士大学 同公文 富士長門 同大宮司 富士山城」とあるが、これはそれぞれ富士信昭（富士大学）・富士能成（富士長門）・富士信安（富士山城）を指す。
瑞渓周鳳の『臥雲日件録』に「日本所謂三大宮司、盖厳島・熱田・富士之三所也」とあり、同史料において富士大宮司は熱田大宮司 ・厳島神主家と共に日本三大宮司に数えられている。
中世の大宮司は、本宮分の領地の差配や神職の相続安堵、造営や奉納物に関する差配を行っていた。江戸時代には大宮司と公文・案主・別当間で争論が生じたが、結果として幕府裁許状には「公文・案主事、大宮司同格とは不可心得」とあるように、富士大宮司は富士家の中で別格な存在であったと見られる。

## 家紋
家紋は「棕櫚（しゅろ）」であり、『羽継原合戦記』に「シユロノ丸ハ富士ノ大宮司」とある。また江戸幕府の裁許状には「棕櫚葉之紋」とある。　　
富士信重から連なる関東の富士家は『寛永諸家系図伝』に「棕櫚葉 丸の内にあり」とあり、『寛政重修諸家譜』には「丸に棕櫚葉」「丸に三階菱」とある。

## 歴史

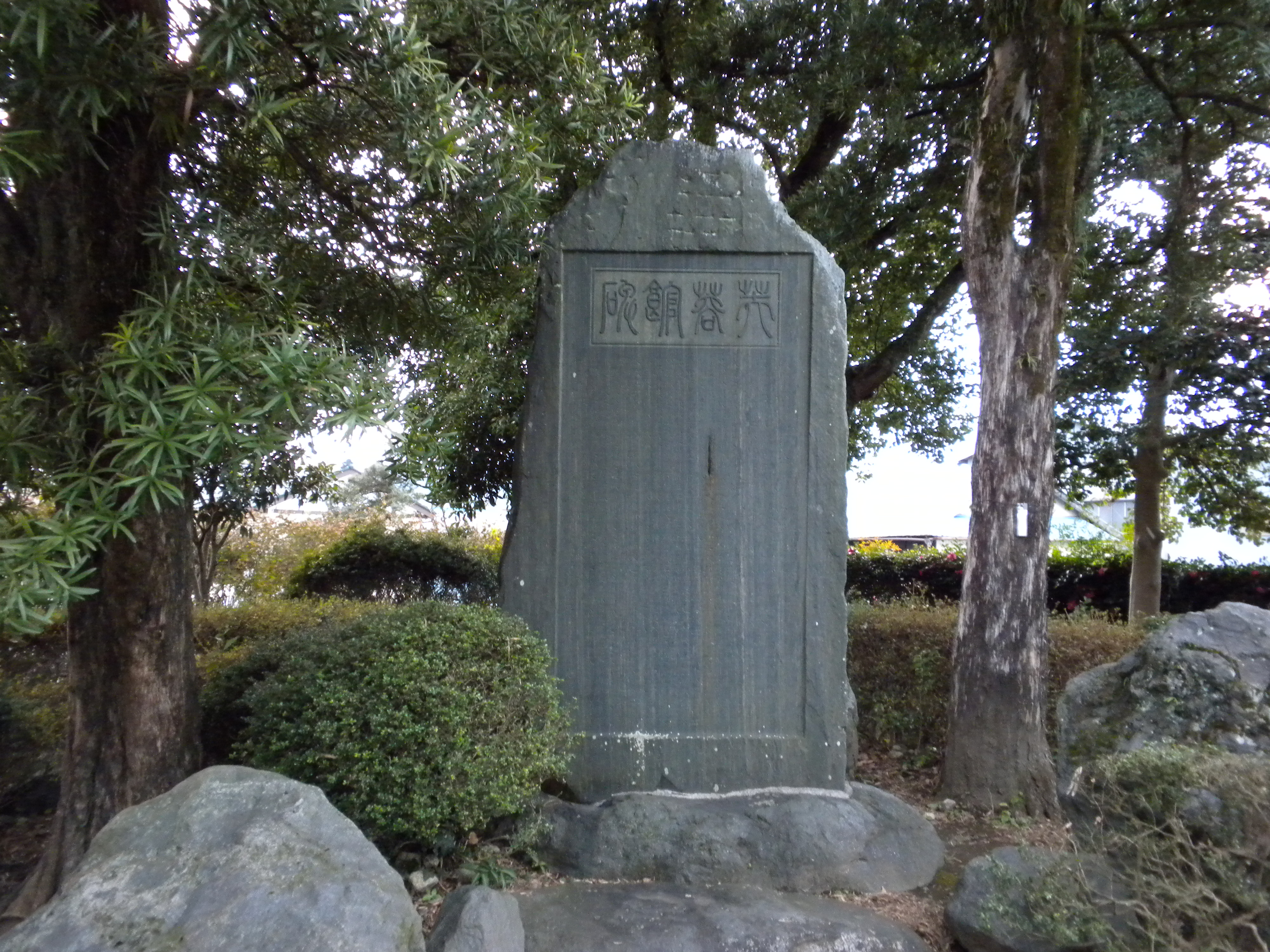
富士氏の居館跡に建てられる「芙蓉館碑」（市民文化会館）

### 発祥
「富士大宮司系図」（「別本大宮司富士氏系図」）によると、始祖を孝昭天皇の後裔であり豪族の和邇部氏と伝えている。同系図によると、延暦14年（795年）に和邇部豊麿が駿河国富士郡を治める大領の地位に就いて以来、代々郡司を世襲したといい、延暦20年（802年）には浅間神社の祭祀を司るようになったとしている。11世紀頃には判官代・公文所に転身している。
また異なる系譜を示す「和邇氏系図」（「大宮司富士氏系図」）によると、豊麿は「駿河掾」の任に就いていた和邇部宿禰宗人の子であるという。これらが富士家に連なるという系譜を示す。
歴史の中で和邇部の本姓は用いられ、古例では応永27年（1420年）の年号を持つ「深秘九章」の奥書に「富士前大宮司 秋邇郡 富士駿河守」とある。この「秋邇郡」という翻刻は和邇部と解される。

### 鎌倉時代
『吾妻鏡』に鎌倉幕府の御家人として富士姓の人物がおり、これを富士大宮の富士氏に比定する見解がある。大宮司の史料上の初見として元弘3年（1333年）の後醍醐天皇綸旨があり、宛所を「富士大宮司館」とし、駿河国下嶋郷の地頭職を寄進している。

### 南北朝時代・室町時代

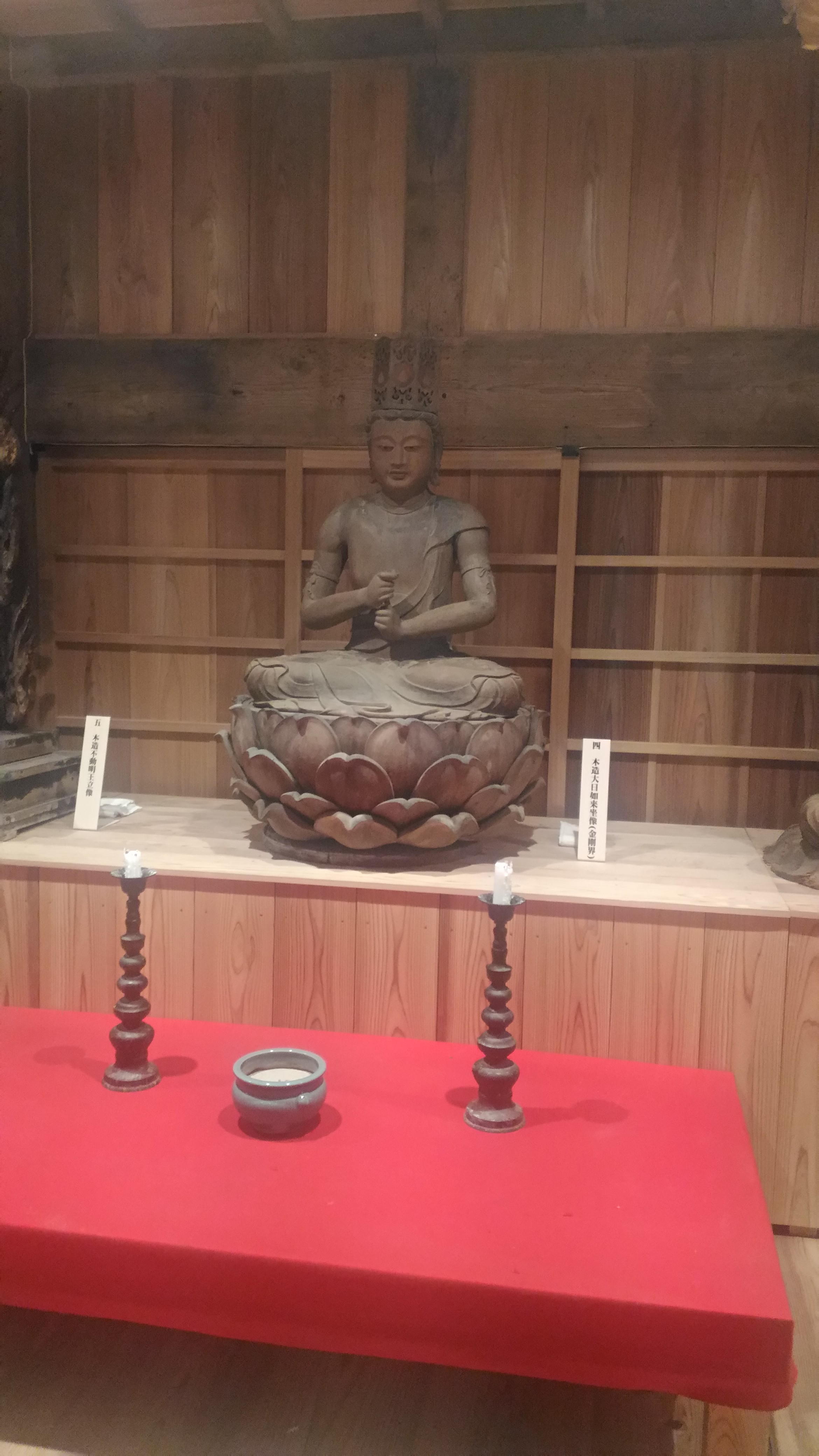
富士忠時・富士親時が造立に関わった仏像であり、神職としての側面が確認できる

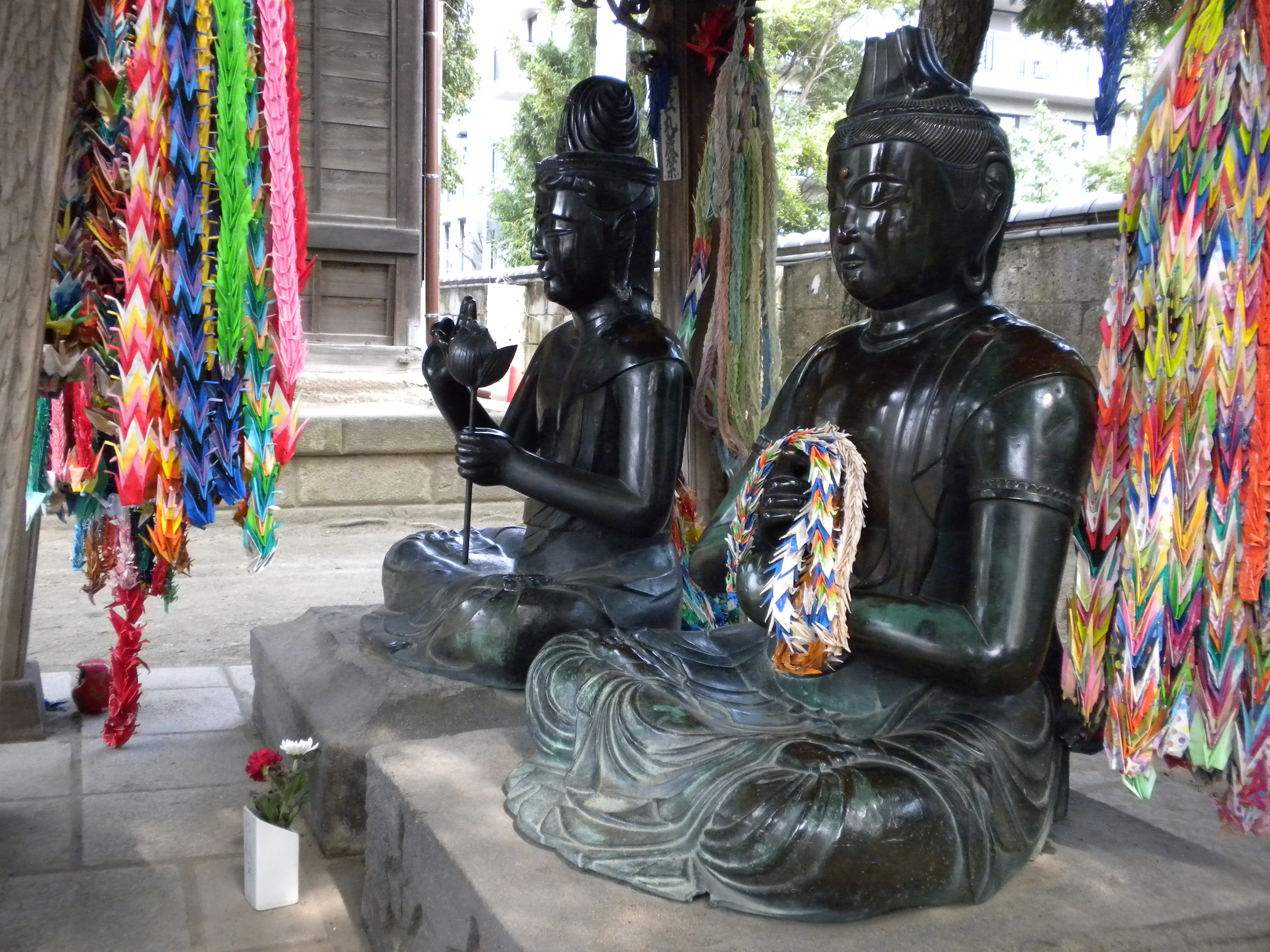
富士親時が檀那となり奉納された仏像

建武元年（1334年）、再び後醍醐天皇綸旨が発給され、大宮司館を宛所として富士上方を本宮に寄附している。この時点での富士上方の公領は北条氏の所領であったと考えられている。
「富士大宮司系図」および「和邇氏系図」には「直時」が記されているが、富士上方各地に所領を持つ直時の譲状が残り、14世紀前半には既に富士郡の領主として確立されていた。
また観応の擾乱の際には、観応2年（1351年）に上杉憲将より甲斐国に通ずる通路の警固を命じられている。同文書には「相催庶子等、厳密可被致警固之状」とあり、南北朝時代には既に神職と武士の両体制が確立されていたものと考えられる。また既に国人領主としての性格が認められるとする見解もある。
駿河国守護である今川氏と富士氏を関係付ける史料の早例として、康安2年（1362年）に今川範氏が有度郡内の本宮領への乱入狼藉を停止する旨の書下状を富士大宮司に与えている例が挙げられる。これは今川氏と富士氏の主従関係を示すものではなく、室町幕府の意向から発給されたものであるとされる。
また富士氏は一部交通を掌握していた。応永16年（1409年）には富士長永が根原関所の沙汰権を認められており、駿河国と甲斐国の国境を押さえていた。この富士長永が、史料上富士姓を認める初見とされる。
応永25年（1418年）8月、富士大宮司は富士上方の段銭・棟別・借銭等の賦課および本宮造営権と本宮領給主に対する社役催促権を幕府より認められた。これらの一部は、かつて北条氏支配の中で行使されていた権利が富士氏に引き継がれたものと目される。
永享5年（1433年）、駿河国守護である今川家当主今川範政亡き後、同家で家督争いが発生した。結果足利義教が擁する彦五郎（今川範忠）と範政が生前に家督相続を望んでいた千代秋丸を擁する勢力、また次男の弥五郎を擁する勢力とで国内が分断した。幕府は彦五郎の相続方針で決定したが、駿河国内は分断したままであった。この家督争いに際し、幕府と独自の連絡網を持つ富士氏は駿河国内の混乱を幕府に注進している。
富士氏は彦五郎が家督を相続することに同意し、今川貞秋に起請文を提出していたと見えるが、実際は彦五郎への家督相続方針に対して反対の立場を取り、範忠が駿河国に下向すると交戦状態となった。
同年7月11日、範忠軍は富士氏らの軍勢を破った。また『満済准后日記』7月27日条に「甲斐国跡部・伊豆狩野等令合力富士大宮司ヲ、可発向守護在所風聞在之」とあり守護在所、つまり範忠の在所に跡部氏・狩野氏・富士氏が詰めかけるという風聞が京都にもたらされていた。このように情報が錯乱しており、また幕府と対立する富士氏の動向は幕府内でも注目されていた。
足利義教は同年閏7月5日、範忠が狩野氏・富士大宮司・興津氏を京へ召喚することを望んでいることを踏まえ、管領細川持之にこれを検討するよう満済に伝えている。同28日には範忠の注進が京にもたらされ、その内容は富士氏らが府中に向かっているというものであった。同30日、義教は狩野氏・富士氏・興津氏を京へ召喚することを持之に命じた。しかし次第に大宮司は態度を軟化させ幕府の方針に従うようになり、同年12月に富士氏は幕府より赦免されている。
また富士能登守（大宮司）の孫子である富士弥五郎が同年には在京していることが知られる。大宮司は義教に二千疋を献上し、管領細川持之には富士海苔・伊豆海苔といった進物を送っている。それに対し持之は永享6年（1434年）4月に返礼品を送っている。また同月に富士弥五郎が醍醐寺にて満済と対面している。
永享の乱発生後、今川範氏の甥貞秋が駿河国に下向した。その際に今川氏への忠節を求める文書が「富士大宮司」「富士右馬助」へと発給されている。同文書は同内容のものが他の国衆にも発給されている。これら面々は今川氏の家督争いの際に幕府と対立した経歴のある国人らであり、幕府が協力を求めたものと考えられている。その後は幕府および今川氏との関係も改善していたと見え、寛正3年（1462年）には後花園天皇袖判口宣案により富士忠時が能登守を受領し、足利義教の花押が据えられている。
享徳の乱の際に富士氏は扇谷上杉氏へ味方し、享徳4年（1455年）閏4月15日に上杉持朝から戦功を賞されている。またこの戦功を三島合戦とする見方がある。このような動向から15世紀の富士氏は今川氏に従属していないと見られている。一方、文正元年（1466年）の足利義政御内書には富士忠時に代わり富士親時へ大宮司職を申し付ける旨の内容があり、足利将軍家が富士大宮司を任命している動向が確認される。
寛正期の富士家は家督相続を巡る混乱期であり、瑞渓周鳳の日記『臥雲日件録』には「駿州国人富士父子闘争之事」とあり、『親元日記』には「富士兵部大輔入道親子確執之儀」とある。このように、富士氏の事象は遠く離れた京でも広く伝聞されていた。この親子とは富士祐本と同子忠時のことであり、確執の原因は当時大宮司であった忠時と父とで次期当主に関する意見が対立したことによるものと目される。
また富士氏は室町幕府の在国奉行衆であったが、新将軍である足利義澄就任に伴う御代始御礼を行わなかったとして明応5年（1496年）12月に幕府より非難されている。これは室町幕府奉行衆からより主体性を持った国衆への転換期であったことを示すものと評価される。以降、富士氏と幕府との繋がりを示す史料は確認されていない。

### 戦国時代

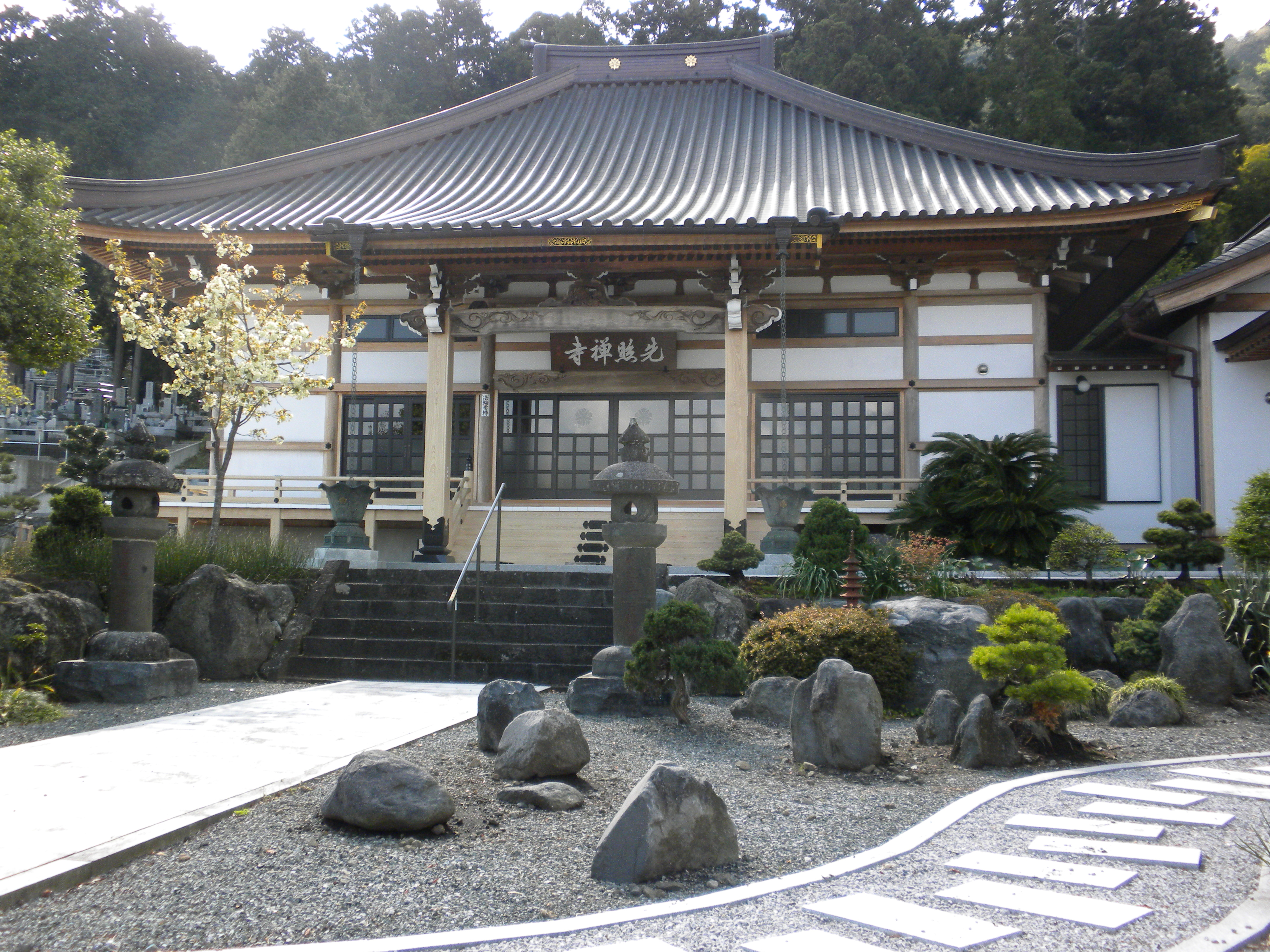
中世に富士家の菩提寺であった先照寺

戦国時代に入ると、今川氏と関係を密にしていく。大永元年（1521年）に今川方の軍が甲斐の河内に侵入した際、武田信虎が総攻撃を行った。その際富士氏は今川方として戦い、信虎軍に破れている。
戦国大名としての段階の今川氏と富士氏を関連付ける早例として、今川氏輝から富士宮若へ馬廻としての奉行を求める発給文書がある。この馬廻の登用については、城主を輩出する有力国衆のその当主の子弟等を意図的に任命し、身近に置いていたとする見解がある。
天文5年（1536年）、今川氏の家督相続を争う花倉の乱が勃発し、栴岳承芳（後の今川義元）と玄広恵探とで争われた。富士氏は栴岳承芳に与し、天文5年（1536年）6月9日に義元は富士宮若の在陣を賞している。同乱は14日に玄広恵探の自害により終結した。
富士氏の本拠である富士大宮は河東地域（富士川以東）に属するが、この河東を巡る河東一乱が今川氏と北条氏間で発生した。これを機に富士氏内部は今川方と北条方とで内部分裂しており、その一端を示す史料として日我置文には河東一乱時の事象として「富士殿謀反之時」とある。具体的には富士氏当主は北条方となり、当主の子息と目される富士宮若は今川方であったと考えられている。
この富士宮若は今川方であったため、小泉上坊での活躍に対し義元より感状を与えられている。またこの小泉上坊を、小泉久遠寺周辺を防御する惣構とする見解がある。また天文13年（1544年）10月の本宮社人へ宛てた義元判物に「若富士大宮司雖令還住」とあり、大宮司が社中に不在であったことが示されているが、これは大宮司が北条方となった結果と考えられている。富士氏は従来からの北条氏との関係も指摘される。例えば『小田原衆所領役帳』によると北条幻庵知行分が富士氏に給付されている。
富士氏は富士上方の領主として諸役賦課・免除を行っていた。例えば天文15年（1546年）9月、富士九郎次郎が小泉久遠寺の地子分三十疋を除く諸役免除を認めている。ここから地子を賦課していること、また場合によって諸役を免除していたことが知られ、これらには富士氏の了解が必要であった。

その後桶狭間の戦いにて義元が戦死すると駿河国は動揺する。今川氏に対する離反が重なる中、富士氏は今川陣営として留まっている。次代の今川氏真により永禄4年（1561年）7月に信忠は大宮城城代に任命され、大宮城主として武田氏との戦いを繰り広げる。
16世紀後半の富士姓の人物は「富士宮若」「富士兵部少輔」（富士信忠）や「富士蔵人」（富士信通）をはじめとして「富士図書助」「富士常陸守」「富士又七郎」「富士又八郎」「富士左衛門」「富士能登守」「富士信秀」などが確認されている。しかしそれぞれの立場についての解釈は研究により分かれている。また富士宮若は幼名であるが、元服後の人物がどの実名・官途名の人物に比定されるのかといった点も解釈が分かれている。
このうち義元より度々軍役奉公を賞されている富士宮若については、富士信忠に比定する見解や、異なる人物とする推測および見解がある。富士又八郎は、今川氏に対して謀反を起こした飯尾連龍討伐に参加するなどしているが（飯田口合戦）、「富士又八郎 信通」と見える文書がも残る。　
永禄9年（1566年）4月には今川氏真が富士氏の本拠である富士大宮の六斉市（神田市）を楽市化している。またこの楽市令については、富士氏側の要請によって今川氏がその権力を背景に楽市化を行ったとする見方が多い。
しかし武田氏の駿河侵攻における大宮城の戦いにおいて、戦は本格化していくこととなる。この時期は緊張状態にあり、永禄12年（1569年）2月の北条氏康からの書状では「昼夜御辛労令職察候」とある。このようにこの時期の富士氏は後北条氏の援助を得ており、北条氏政は大宮城中の給人領地の安堵や新領を宛行う約束などを行っている他、富士氏に対し城中城外に関する具体的な指示を出している。
しかし武田信玄本隊の攻撃に耐えられず、同年7月に穴山信君を通し富士城は開城することとなる。同年12月、信忠は北条氏方として蒲原城の戦いに参戦するなどしている。
元亀2年（1571年）10月に信通が氏真より暇を与えられると、武田氏に付くことを決断し武田氏に帰順する。この時点の富士氏も、軍役奉公先が一族内で統一なされていなかったものと目される。徳川方として動いていた勢力もあり、元亀2年（1571年）3月には富士宮若が徳川家康より軍功を賞されている。当該の感状には富士宮若殿に附して「但軍代」とあるため富士宮若は軍代を遣わせた形であり、幼少であったと考えられる。
翌3年（1572年）4月、信忠は甲府へ参上している。信玄は早速富士氏に対し様々な施策を行う。同年5月に信忠・信通父子の居住地を定め、また信忠の末子を大宮司に補任すると定めた。この末子については、信忠・信通父子の契約状に「末子富士千代」と見え、富士能通（富士千代）の覚書には富士信忠の「其養子ニ罷成候」とあるため、この末子は能通に比定されている。当該の信玄の発給文書には「蔵人兄弟者軍忠無疎略者、別而可執立身上之事」とあり、富士氏には主に軍役奉公を期待する内容となっている。蔵人は富士信通の官途名であり、その兄弟とは富士信重を指すものと考えられる。
信玄死去に伴い武田勝頼に代替わりすると方針が転換され、退転していた公文職と大宮司職の方針が定められている。天正4年（1576年）12月、公文に富士千代が就任する。翌5年（1577年）3月、発給文書に「為補任大宮司職之者」とあるように、富士信通が大宮司に復帰している。
このように信玄と勝頼では政策方針に違いが認められ、勝頼の方針により富士氏の者から大宮司職を出すことが叶う形となった。この背景として勝頼の宗教政策重視の姿勢が指摘される。勝頼期以降は軍事的方面に関する文書は急減しており、武田氏は富士氏の神職としての側面を重視し、社人の再編成を行っている。また武田氏の駿河侵攻後の発給文書全体として寺社に対して行われたものが多く、本宮に宛てたものは有意に多い。以後は大宮司としての活動が主となった。
天正10年（1582年）3月、甲斐武田氏は滅亡し富士郡は徳川領になる。その後天正18年（1590年）に徳川家康が関東へ移封されると、富士郡は豊臣領となる。それに伴い改めて豊臣秀吉から大宮司・公文・案主らに知行が宛行われており、同年12月28日に一斉に発給されている。
また信忠の子息のうち富士信重は家康に取り立てられ、天正19年（1591年）には相模国に知行地を与えられている。以後関東で活躍し、その系譜が後に江戸幕府の旗本家となる。

### 江戸時代以降

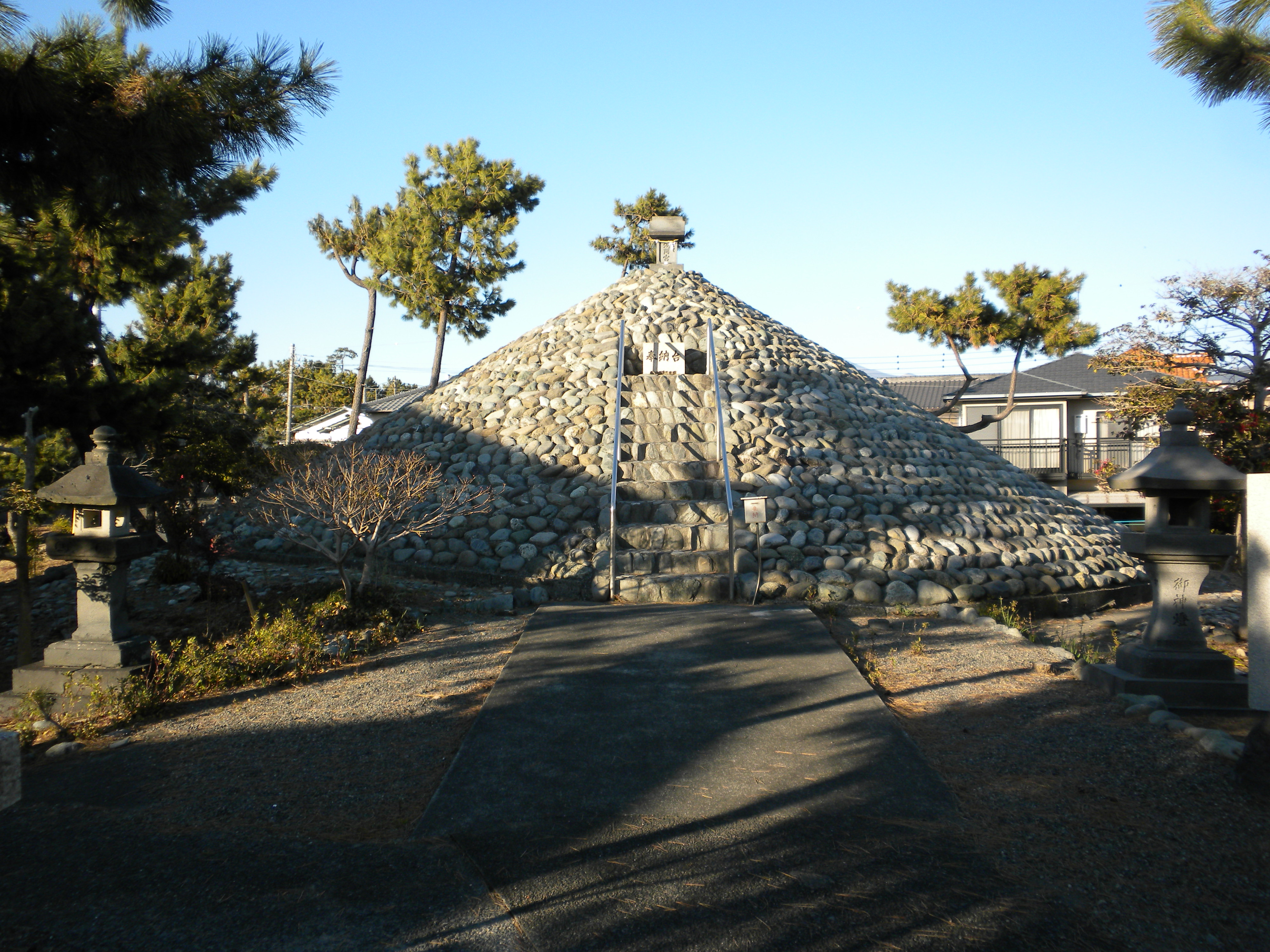
富士市鈴川の富士塚

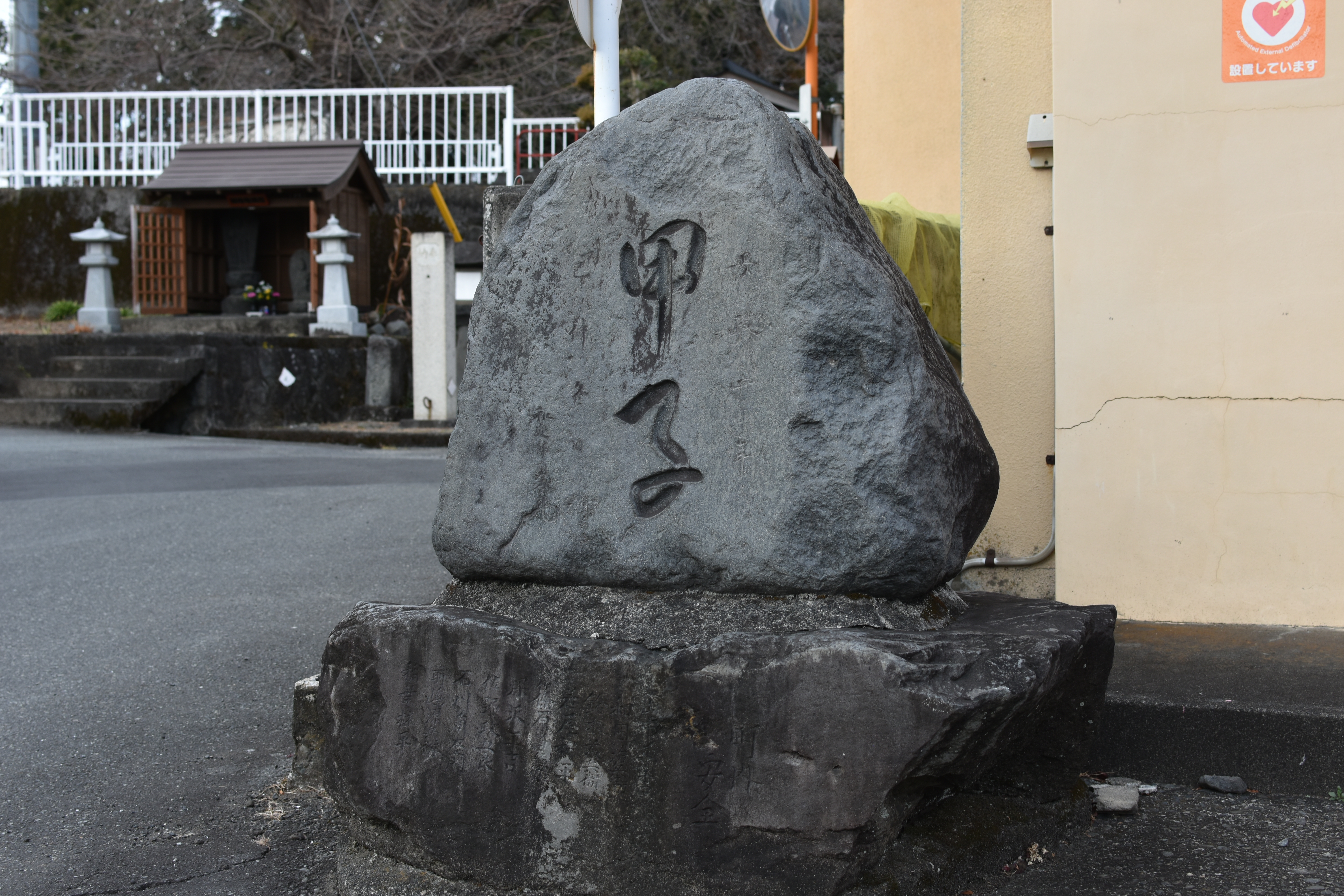
富士重本筆の甲子碑、安政4年（1857年）建立

#### 祭祀・富士山支配
富士大宮の富士氏は近世には神職のみの姿として統一されていた。やがて富士氏は富士山を管理・支配する立場としても確立されていった。例えば徳川忠長が駿府藩主の時節、「みくりや・すはしりの者共嶽へ上り、大宮司しはいの所へ入籠み、むさと勧進仕るに付て、大宮司迷惑の由申され候」といった通達が忠長家臣朝倉宣正・鳥居成次から地方奉行に出されている。このように本宮が富士山頂の支配・管理を行なっており、その代表格である大宮司支配の地として定められていた。
他に須走村の書付に、三か条の1つとして「富士山登道行合より八葉内、大宮町大宮司殿、宮内殿、民部殿、宝当院と申而四人之衆御支配二御座候」とある。これは行合（八合目）以上は本宮の神職四人衆が支配する地という認識を示し、大宮司らが山頂においての権限を保持していた。
富士氏は富士山に関わる祭祀を司る身であり、例えば宝永4年（1707年）富士氏は富士山祈祷を行っている。これは江戸幕府により発令されたものであった。富士氏の祭祀は本宮だけに留まらず富士上方・富士下方の広くに及んでいた。本宮の東北に位置する山宮浅間神社でも祭祀が執り行われ、祭壇左側には富士大宮司席・公文富士氏・案主富士氏席が位置していた。
また慶安3年（1650年）「富士本宮年中祭礼之次第」に「垢離之後富士丘参詣大宮司殿庶子衆御祓役人正鎰取」とあり、『駿河志料』の富士塚の頁には「大宮司社人富士塚に参詣し」とある。富士下方に位置する富士丘に富士大宮司以下社人が参詣する記録であるが、この富士丘は富士市鈴川の富士塚に比定されており、また駿河志料の方は富士塚と記している。これら史料にあるように、祭祀のために駿河国富士郡各地へ赴いていた。
近世において富士大宮の富士氏は荷田派の影響が認められる。例えば富士信章は荷田春満門人であり、春満が富士大宮を訪れた際には共に富士登山を行っている。また信章が荷田春満門人であった影響は後世の大宮司にも引き継がれ、富士民濟は荷田御風の五十賀に編纂された『荷田御風五十算詩歌』に和歌を寄せるなどしている。
また国学者や儒学者が研究の中で富士氏に言及する例が見られる。伴信友『神名帳考証土代』によると「大宮司富士ヲ称号トス、姓ハ和邇部也」「浅間本宮ナリ、大宮司富士氏云」とある。羽倉簡堂『東游日歴』には「大宮可都、寓富士氏、富士氏本姓和爾部氏、上居二十七世、世為富士廟官、故称富士氏」とある。
代々大宮司職は富士家により継がれていたが、明治3年以降宮司は内務省から直接任命される官選となり、以後富士氏が大宮司を務めることはなくなった。

#### 旗本の富士家
富士信忠の二男である富士信重が徳川家康配下となり、天正19年（1591年）に相模国鎌倉郡に采地（長尾台・飯嶋）を与えられたことを契機として、信重の系譜が関東で活躍することになる。この徳川家康朱印状は富士家の中で引き継がれ、信重より五代後の富士信清が写を幕府に提出している。
采地は加増・異動がありながらも継承されていき、例えば信重が采地とした長尾台は『新編相模国風土記稿』の長尾台村の条に「今富士市十郎知行す」とあるように、信重から六代後の信成が知行地としている。

## 系図
「和邇氏系図」（「大宮司富士氏系図」）より抜粋
|  |  |  |  |                 |      |      |      |      |      |  |  |      |      |      |      |      |      |  |  |               |               |               |               |               |               |  |  |  |  |  |  |  |  |  |  |  |  |  |  |  |  |  |  |  |  |
|  |  |  |  | 忠時            |      |      |      |      |      |  |  |      |      |      |      |      |      |  |  |               |               |               |               |               |               |  |  |  |  |  |  |  |  |  |  |  |  |  |  |  |  |  |  |  |  |
|  |  |  |  |                 |      |      |      |      |      |  |  |      |      |      |      |      |      |  |  |               |               |               |               |               |               |  |  |  |  |  |  |  |  |  |  |  |  |  |  |  |  |  |  |  |  |
|  |  |  |  | 親時            |      |      |      |      |      |  |  |      |      |      |      |      |      |  |  |               |               |               |               |               |               |  |  |  |  |  |  |  |  |  |  |  |  |  |  |  |  |  |  |  |  |
|  |  |  |  |                 |      |      |      |      |      |  |  |      |      |      |      |      |      |  |  |               |               |               |               |               |               |  |  |  |  |  |  |  |  |  |  |  |  |  |  |  |  |  |  |  |  |
|  |  |  |  | 信盛            |      |      |      |      |      |  |  |      |      |      |      |      |      |  |  |               |               |               |               |               |               |  |  |  |  |  |  |  |  |  |  |  |  |  |  |  |  |  |  |  |  |
|  |  |  |  |                 |      |      |      |      |      |  |  |      |      |      |      |      |      |  |  |               |               |               |               |               |               |  |  |  |  |  |  |  |  |  |  |  |  |  |  |  |  |  |  |  |  |
|  |  |  |  | 信忠 富士城城代 |      |      |      |      |      |  |  |      |      |      |      |      |      |  |  |               |               |               |               |               |               |  |  |  |  |  |  |  |  |  |  |  |  |  |  |  |  |  |  |  |  |
|  |  |  |  |                 |      |      |      |      |      |  |  |      |      |      |      |      |      |  |  |               |               |               |               |               |               |  |  |  |  |  |  |  |  |  |  |  |  |  |  |  |  |  |  |  |  |
|  |  |  |  |                 |      |      |      |      |      |  |  |      |      |      |      |      |      |  |  |               |               |               |               |               |               |  |  |  |  |  |  |  |  |  |  |  |  |  |  |  |  |  |  |  |  |
|  |  |  |  | 信通            | 信通 | 信通 | 信通 | 信通 | 信通 |  |  | 信重 | 信重 | 信重 | 信重 | 信重 | 信重 |  |  | 信定          | 信定          | 信定          | 信定          | 信定          | 信定          |  |  |  |  |  |  |  |  |  |  |  |  |  |  |  |  |  |  |  |  |
|  |  |  |  | 信通            | 信通 | 信通 | 信通 | 信通 | 信通 |  |  | 信重 | 信重 | 信重 | 信重 | 信重 | 信重 |  |  | 信定          | 信定          | 信定          | 信定          | 信定          | 信定          |  |  |  |  |  |  |  |  |  |  |  |  |  |  |  |  |  |  |  |  |
|  |  |  |  |                 |      |      |      |      |      |  |  |      |      |      |      |      |      |  |  |               |               |               |               |               |               |  |  |  |  |  |  |  |  |  |  |  |  |  |  |  |  |  |  |  |  |
|  |  |  |  | 信家            | 信家 | 信家 | 信家 | 信家 | 信家 |  |  | 元教 | 元教 | 元教 | 元教 | 元教 | 元教 |  |  | 能通 （猶子） | 能通 （猶子） | 能通 （猶子） | 能通 （猶子） | 能通 （猶子） | 能通 （猶子） |  |  |  |  |  |  |  |  |  |  |  |  |  |  |  |  |  |  |  |  |
|  |  |  |  | 信家            | 信家 | 信家 | 信家 | 信家 | 信家 |  |  | 元教 | 元教 | 元教 | 元教 | 元教 | 元教 |  |  | 能通 （猶子） | 能通 （猶子） | 能通 （猶子） | 能通 （猶子） | 能通 （猶子） | 能通 （猶子） |  |  |  |  |  |  |  |  |  |  |  |  |  |  |  |  |  |  |  |  |

『寛政重修諸家譜寛永諸』より（旗本の富士家の系譜）
凡例：太線は実子、破線は養子
| 信忠 |      |      |      |      |      |      |      |      |      |      |      |      |      |      |      |      |      |      |      |      |      |      |      |              |              |              |              |              |              |  |  |  |  |  |  |  |  |  |  |  |  |  |  |  |  |  |  |  |  |  |  |  |  |  |  |
|      |      |      |      |      |      |      |      |      |      |      |      |      |      |      |      |      |      |      |      |      |      |      |      |              |              |              |              |              |              |  |  |  |  |  |  |  |  |  |  |  |  |  |  |  |  |  |  |  |  |  |  |  |  |  |  |
|      |      |      |      |      |      |      |      |      |      |      |      |      |      |      |      |      |      |      |      |      |      |      |      |              |              |              |              |              |              |  |  |  |  |  |  |  |  |  |  |  |  |  |  |  |  |  |  |  |  |  |  |  |  |  |  |
| 信通 | 信通 | 信通 | 信通 | 信通 | 信通 | 信重 | 信重 | 信重 | 信重 | 信重 | 信重 |      |      |      |      |      |      |      |      |      |      |      |      |              |              |              |              |              |              |  |  |  |  |  |  |  |  |  |  |  |  |  |  |  |  |  |  |  |  |  |  |  |  |  |  |
| 信通 | 信通 | 信通 | 信通 | 信通 | 信通 | 信重 | 信重 | 信重 | 信重 | 信重 | 信重 |      |      |      |      |      |      |      |      |      |      |      |      |              |              |              |              |              |              |  |  |  |  |  |  |  |  |  |  |  |  |  |  |  |  |  |  |  |  |  |  |  |  |  |  |
|      |      |      |      |      |      |      |      |      |      |      |      |      |      |      |      |      |      |      |      |      |      |      |      |              |              |              |              |              |              |  |  |  |  |  |  |  |  |  |  |  |  |  |  |  |  |  |  |  |  |  |  |  |  |  |  |
| 信友 | 信友 | 信友 | 信友 | 信友 | 信友 | 信久 | 信久 | 信久 | 信久 | 信久 | 信久 | 信吉 | 信吉 | 信吉 | 信吉 | 信吉 | 信吉 | 信成 | 信成 | 信成 | 信成 | 信成 | 信成 |              |              |              |              |              |              |  |  |  |  |  |  |  |  |  |  |  |  |  |  |  |  |  |  |  |  |  |  |  |  |  |  |
| 信友 | 信友 | 信友 | 信友 | 信友 | 信友 | 信久 | 信久 | 信久 | 信久 | 信久 | 信久 | 信吉 | 信吉 | 信吉 | 信吉 | 信吉 | 信吉 | 信成 | 信成 | 信成 | 信成 | 信成 | 信成 |              |              |              |              |              |              |  |  |  |  |  |  |  |  |  |  |  |  |  |  |  |  |  |  |  |  |  |  |  |  |  |  |
|      |      |      |      |      |      |      |      |      |      |      |      |      |      |      |      |      |      |      |      |      |      |      |      |              |              |              |              |              |              |  |  |  |  |  |  |  |  |  |  |  |  |  |  |  |  |  |  |  |  |  |  |  |  |  |  |
| 信尚 | 信尚 | 信尚 | 信尚 | 信尚 | 信尚 | 信貞 | 信貞 | 信貞 | 信貞 | 信貞 | 信貞 | 信宗 | 信宗 | 信宗 | 信宗 | 信宗 | 信宗 | 信清 | 信清 | 信清 | 信清 | 信清 | 信清 | 信定         | 信定         | 信定         | 信定         | 信定         | 信定         |  |  |  |  |  |  |  |  |  |  |  |  |  |  |  |  |  |  |  |  |  |  |  |  |  |  |
| 信尚 | 信尚 | 信尚 | 信尚 | 信尚 | 信尚 | 信貞 | 信貞 | 信貞 | 信貞 | 信貞 | 信貞 | 信宗 | 信宗 | 信宗 | 信宗 | 信宗 | 信宗 | 信清 | 信清 | 信清 | 信清 | 信清 | 信清 | 信定         | 信定         | 信定         | 信定         | 信定         | 信定         |  |  |  |  |  |  |  |  |  |  |  |  |  |  |  |  |  |  |  |  |  |  |  |  |  |  |
|      |      |      |      |      |      |      |      |      |      |      |      | 信良 | 信良 | 信良 | 信良 | 信良 | 信良 |      |      |      |      |      |      | 時則（断絶） | 時則（断絶） | 時則（断絶） | 時則（断絶） | 時則（断絶） | 時則（断絶） |  |  |  |  |  |  |  |  |  |  |  |  |  |  |  |  |  |  |  |  |  |  |  |  |  |  |
|      |      |      |      |      |      |      |      |      |      |      |      | 信良 | 信良 | 信良 | 信良 | 信良 | 信良 |      |      |      |      |      |      | 時則（断絶） | 時則（断絶） | 時則（断絶） | 時則（断絶） | 時則（断絶） | 時則（断絶） |  |  |  |  |  |  |  |  |  |  |  |  |  |  |  |  |  |  |  |  |  |  |  |  |  |  |
|      |      |      |      |      |      |      |      |      |      |      |      | 信久 |      |      |      |      |      |      |      |      |      |      |      |              |              |              |              |              |              |  |  |  |  |  |  |  |  |  |  |  |  |  |  |  |  |  |  |  |  |  |  |  |  |  |  |
|      |      |      |      |      |      |      |      |      |      |      |      |      |      |      |      |      |      |      |      |      |      |      |      |              |              |              |              |              |              |  |  |  |  |  |  |  |  |  |  |  |  |  |  |  |  |  |  |  |  |  |  |  |  |  |  |
|      |      |      |      |      |      |      |      |      |      |      |      | 信清 |      |      |      |      |      |      |      |      |      |      |      |              |              |              |              |              |              |  |  |  |  |  |  |  |  |  |  |  |  |  |  |  |  |  |  |  |  |  |  |  |  |  |  |
|      |      |      |      |      |      |      |      |      |      |      |      |      |      |      |      |      |      |      |      |      |      |      |      |              |              |              |              |              |              |  |  |  |  |  |  |  |  |  |  |  |  |  |  |  |  |  |  |  |  |  |  |  |  |  |  |
|      |      |      |      |      |      |      |      |      |      |      |      |      |      |      |      |      |      |      |      |      |      |      |      |              |              |              |              |              |              |  |  |  |  |  |  |  |  |  |  |  |  |  |  |  |  |  |  |  |  |  |  |  |  |  |  |
|      |      |      |      |      |      |      |      |      |      |      |      | 信成 | 信成 | 信成 | 信成 | 信成 | 信成 | 信乾 | 信乾 | 信乾 | 信乾 | 信乾 | 信乾 |              |              |              |              |              |              |  |  |  |  |  |  |  |  |  |  |  |  |  |  |  |  |  |  |  |  |  |  |  |  |  |  |

## 歴代富士氏当主
「富士大宮司系図」（別本大宮司富士氏系図）より
1. 富士豊麿
2. 富士池守
3. 富士國雄
4. 富士淵魚
5. 富士良淸
6. 富士淸名
7. 富士淸嗣
8. 富士淸身
9. 富士公淸
10. 富士利生
11. 富士道時
12. 富士信淸
13. 富士信時
14. 富士時棟
15. 富士直世
16. 富士直信
17. 富士信親
18. 富士信直
19. 富士直則
20. 富士則時
21. 富士直時
22. 富士資時
23. 富士成時
24. 富士氏時
25. 富士直氏
26. 富士政時
27. 富士忠時
28. 富士親時
29. 富士信盛
30. 富士信忠
31. 富士信通
32. 富士信家
33. 富士信公
34. 富士信元
35. 富士信時
36. 富士信安
37. 富士信章
38. 富士信治
39. 富士信榮
40. 富士茂濟
41. 富士民濟
42. 富士茂矩
43. 富士茂珍
44. 富士重本